# تپلنه
تپلنه (به آلبانیایی: Tepelenë) شهری در جنوب کشور آلبانی است که دارای  ۴۳۱٫۲۴ کیلومتر مربع مساحت و ۸٬۹۴۹ نفر جمعیت است.